# Шљахта
Шљахта (пољ. szlachta) је заједнички назив за читаву племићку класу у Краљевини Пољској и Пољско-литванској унији од 14. до 18. века.

### Значење
Шљахта је заједнички назив који обухвата све припаднике племства, од најсиромашнијег властелинчића („шљахтићи”) до великаша („магнати”), који су (теоретски) пред законом имали иста права и обавезе.

### Порекло
Племићка класа у Пољској расла је упоредо са растом државе: од уније са Литванијом 1569. укључивала је литванску, белоруску и украјинску властелу католичке, православне и протестантске вере, па чак и мањи број литванских Татара — муслимана. Истакнути Запорошки козаци такође су добијали титулу племића.

### Права и обавезе
Од оснивања пољске државе у 10. веку, главна обавеза свих племића била је војна служба краљу у замену за земљишне поседе. Док су племићи феудалног позива чинили главнину пољске војске све до 16. века, војним реформама краља Стефана Баторија (1576—1586) и увођењем професионалне и најамничке војске, војни значај племства у Пољској опада.
Са друге стране, законске привилегије племства расту од времена Казимира III Великог (1333—1370), који у ситној властели, окупљеној у скупштине војводина, сејмиће, тражи ослонац против великаша (магната). Након изумирања династије Пјаста, пољска властела је од новог краља Лајоша Анжујског 1374. изнудила Привилегије у Кошицама, по којима суверенитет више није био у личности краља, већ у свом народу Пољске (под којим се, наравно, подразумевала властела). Тако су великаши после краљеве смрти 1386. изабрали за краља литванског војводу Јагела, који није имао никаквог наследног (па ни божанског) права на престо, већ је владао по пристанку племића окупљених у Сејм — скупштину сталежа. Тако је ударен темељ уставне монархије у Пољској.

### Племићка демократија
Док је у почетку имао само саветодавну улогу, Сејм је приграбио законодавну власт након изумирања династије Јагелона: 1573. Сејм је изабрао за краља француског принца Анрија III (владао само 13 месеци), који је прихватио Анријеве уредбе (лат. Articula Henriciana), измену закона (лат. correctura iurum) којом је допуштено учешће свих племића у избору краља. Анријевим уредбама било је предвиђено да је краљ обавезан да сваке треће године сазове Сејм, на којем се одлуке могу доносити само уз једногласну сагласност представника племства. Био је довољан само један глас против, да се одлука не прихвати (лат. liberum veto). Без одобрења Сејма краљ није могао да објави рат, закључи мир, или мобилише општи феудални позив (пољ. pospolite ruszenie). Ако би краљ прекршио ове одредбе, племство је било ослобођено обавезе да му се покорава. Анријевим уредбама уведен је у Пољској и Литванији специфичан облик монархије — дворска демократија (Фридрих Енгелс), којом су до краја ојачана права владајуће феудалне класе, а тиме потпуно ослабљена централна власт.